# Erebus (cratère)
Pour les articles homonymes, voir Erebus.
Erebus est un cratère d'impact situé dans la Meridiani Planum sur Mars. Il a été visité par le robot Opportunity de la Mars Exploration Rover d'octobre 2005 à mars 2006, alors qu'il se rendait du cratère Endurance (visité en 2004) au cratère Victoria (qu'il visitera en 2007-2009). Il est situé à environ 2,5 km au sud de Vostok, un cratère nettement plus petit, exploré plus tôt par Opportunity[réf. nécessaire], et à environ 4 km au sud de Endurance. 
Le cratère est nommé d'après le HMS Erebus (1826), navire utilisé avec le HMS Terror (1813), pour l'expédition Erebus et Terror de James Clark Ross en Antarctique puis pour d'autres expéditions en Arctique comme l'expédition Franklin[réf. nécessaire].
Erebus est large d'environ 300 m. En très grande partie comblé et couvert de sable, il est très ancien et érodé ; de ce fait il est peu visible depuis le sol et n'apparaît que comme un ensemble d'affleurements plats encerclant une région de dune. L'ancienneté du cratère justifie [Pour qui ?] la durée de son exploration par le rover[réf. nécessaire].

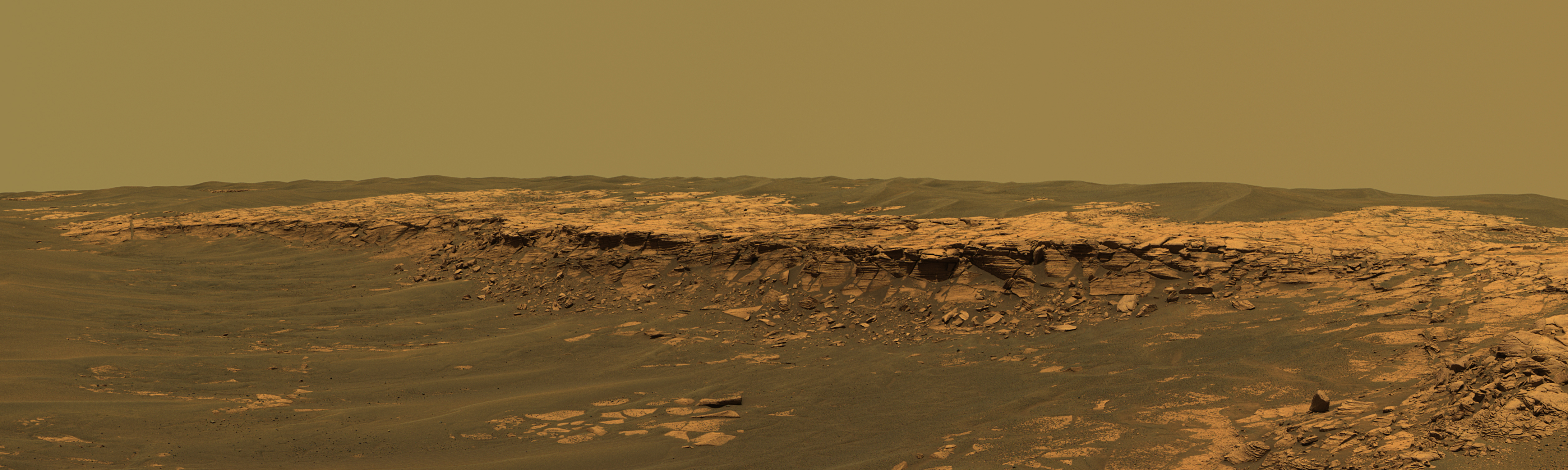
"Payson", un affleurement sur le bord Ouest d'Erebus.
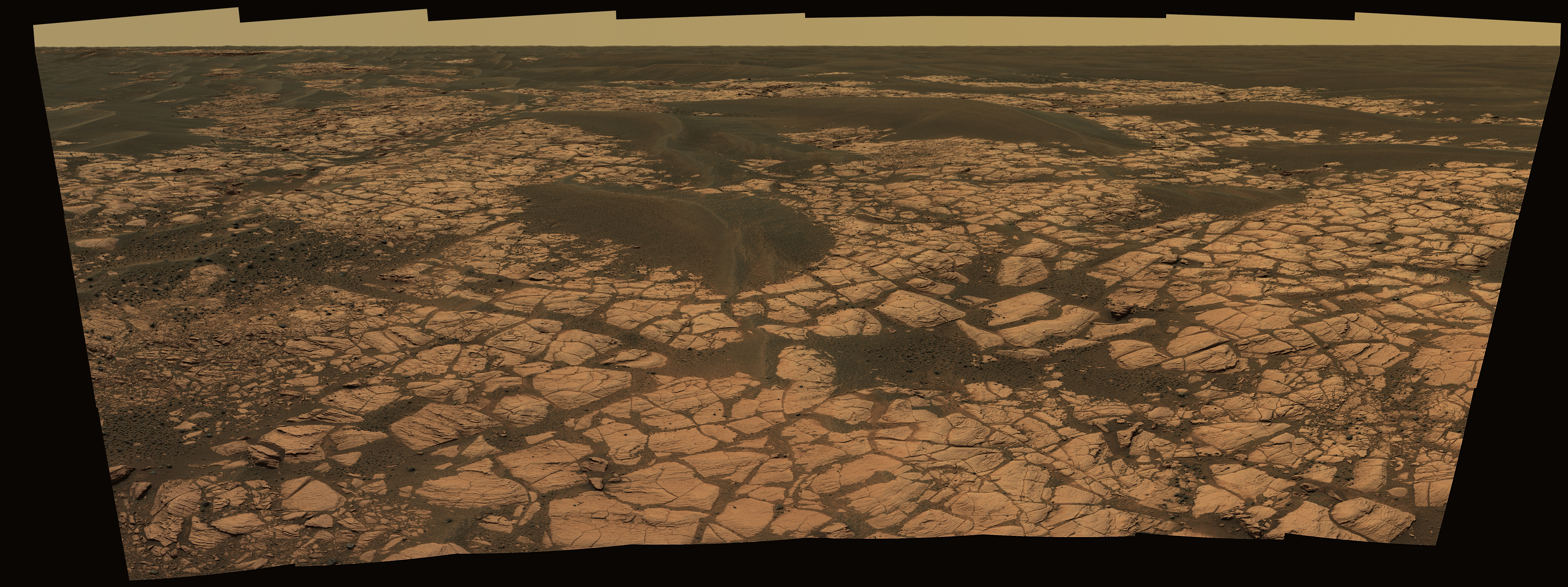
"Olympia", un affleurement sur le bord Nord-Ouest d'Erebus.
Panorama en couleur pris par Opportunity sur la bordure d'Erebus. Le cratère lui-même est visible en haut au centre de l'image. Au premier plan le robot Opportunity

## Cratères visités par Opportunity

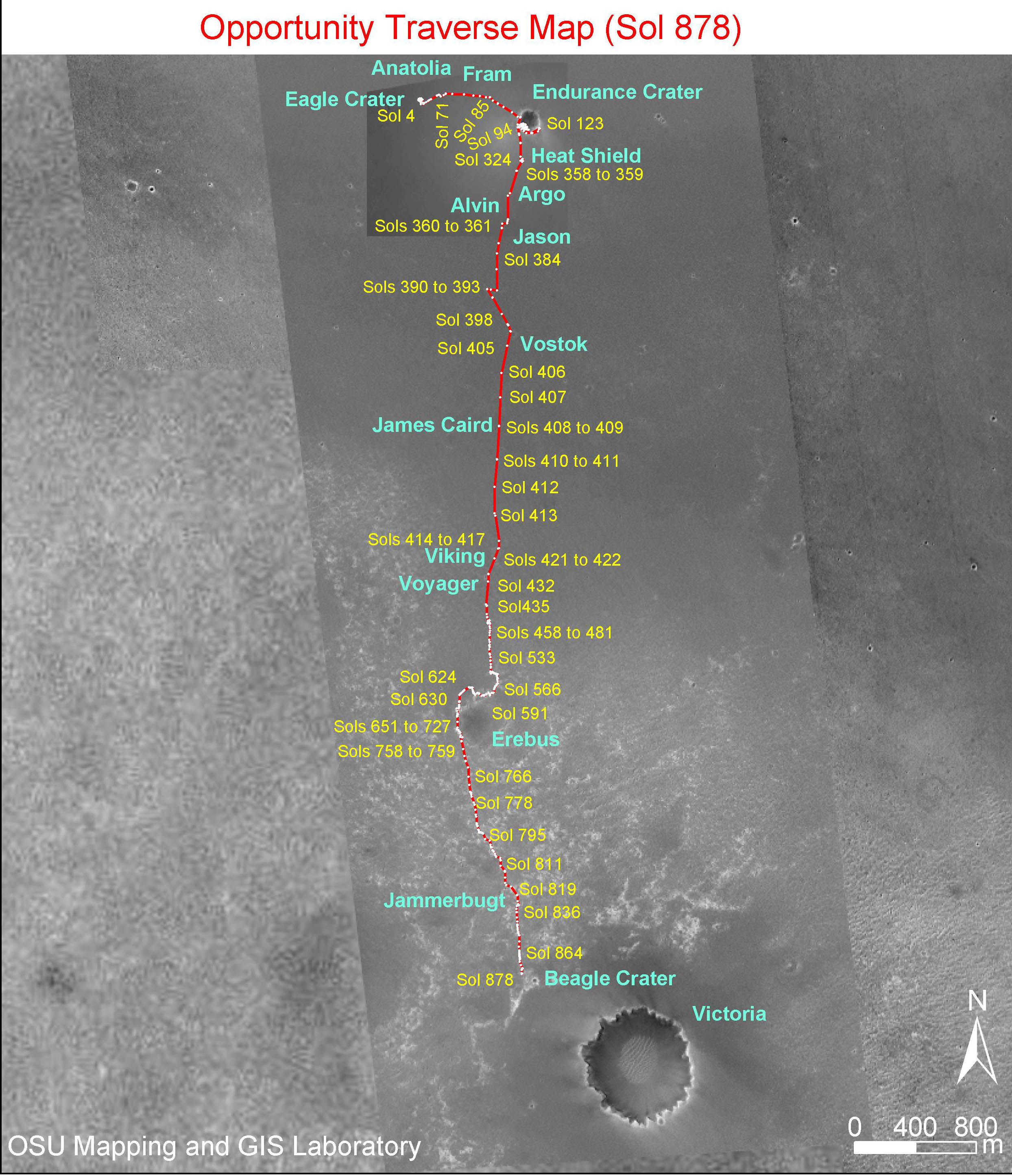
Trajet d'Opportunity sur Meridiani Planum

- Argo
- Beagle
- Beer
- Eagle, site d'atterrissage d'Opportunity
- Emma Dean
- Endurance
- Erebus
- Mädler
- Victoria
- Vostok
- Concepcion
- Santa Maria